# Розумна сила
Розу́мна си́ла (англ. Smart power, також розу́мна вла́да, розу́мна міць, смарт-сила) — концепція, що обґрунтовує використання поєднання примусу і винагород з привабливістю цінностей та переконань задля досягнення цілей (тобто поєднання жорсткої і м'якої сил). Тобто, до прикладу, використання не лише військової сили, але і залучення у військові союзи і партнерські програми.
Згідно з Джозефом Наєм, більшість суб'єктів міжнародних відносин використовує концепцію «розумної сили» у своїй зовнішній політиці.

## Походження
Єдиного автора терміна визначити важко. Згідно зі статтею у журналі «Foreign Affairs» від липня-серпня 2009 року, автором можна вважати Джозефа Ная, згідно з його словами створено цей термін було 2003 року. Проте згідно з іншою статтею у цьому самому журналі від березня-квітня 2004 року автором можна вважати Сюзанну Носсел.

## Приклади застосування «розумної сили»
- протягом Холодної війни країни Заходу застосовували «розумну силу» проти СРСР: з однієї сторони стримували військову силу Союзу, а з іншої підривали віру у комунізм у самому СРСР і країнах Варшавського договору[6][7]
- з приходом нової адміністрації на чолі з Бараком Обамою США змінили свою стратегію і почали використовувати «розумну силу» у своїй зовнішній політиці[8]